# Black Boned Angel
 (décembre 2021).
Pour les articles homonymes, voir Angel.
Black Boned Angel est un groupe de drone doom néo-zélandais, originaire de Wellington.

## Biographie

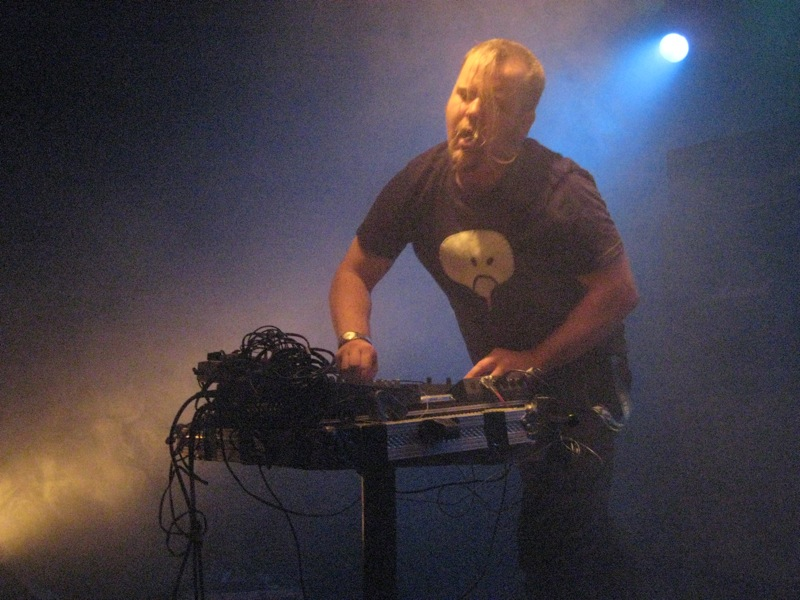
Kneale, ici lors d'un concert de son projet Birchville Cat Motel en 2009 à Berlin, est considéré comme le cerveau du projet Black Boned Angel.

Campbell Kneale forme Black Boned Angel au début des années 2000 et donne au projet le nom d'un morceau du groupe Godflesh. Comme Kneale gérait également les labels indépendants Battlecruiser et Celebrate Psi Phenomena, le projet publie plusieurs albums par le biais des propres entreprises de Kneale. Pour d'autres sorties, notamment des EP, le projet a en revanche coopéré avec d'autres labels indépendants comme 20 Buck Spin, Riot Season ou Sound Devastation Records.
Face à des projets comme Nadja, avec lequel Black Boned Angel sort deux EP split, Earth, Boris ou Sunn O))), Black Boned Angel acquiert une notoriété moins importante. Celle-ci est atteinte au niveau international principalement grâce aux deux collaborations avec Nadja,,,,. Dans les critiques du genre dans son ensemble, l'approche musicale du groupe a néanmoins été saluée comme significative et innovante pour le drone doom. Les critiques des différentes sorties ont particulièrement mis en avant les albums Verdun et The Endless Coming Into Life comme étant les albums les plus sombres du genre,,,,.
En 2012, Kneale annonce qu'il ne poursuivrait pas Black Boned Angel. L'album The End, sorti en 2013 via Handmade Birds, devait rester le dernier du groupe. Kneale justifie sa décision par sa volonté de se séparer de la « grande et écrasante tristesse » véhiculée par les publications. Il décrit ainsi cette phase comme « une période et un lieu remplis [...] de fantômes horribles » qu'il s'efforce de laisser derrière lui. The End est largement reçu comme la fin de la carrière et a été jugé positivement par les critiques, souvent représentatifs de l'ensemble de l'œuvre de Black Boned Angel,,,,.

## Style musical
La plupart du temps, le style musical joué par Black Boned Angel est classé dans le drone doom et le dark ambient. Ainsi, selon Louis Pattison, rédacteur du NME et de The Wire, la frontière entre dark ambient et drone done s'estompe dans la musique du projet néo-zélandais. D'autres termes stylistiques comme expérimental, doom metal et musique bruitiste sont parfois cités en complément. De même, des comparaisons avec Godflesh, Sunn O))), Earth, Khanate, Jesu et Corrupted sont utilisées pour situer la musique,,,,,.
Le jeu de guitare est décrit, conformément au genre, comme « des riffs qui s'étirent presque indéfiniment », tandis que la batterie lente est mélangée à l'arrière-plan avec un effet de réverbération. Il en résulte une « monotonie implacable » entre « des sons ambiants sombres [...], des riffs doom traînants » et la « batterie utilisée de manière minimaliste ». Le sampling intégré renforce l'atmosphère perçue comme sombre et oppressante.

## Discographie
- 2003 : Supereclipse (EP, Celebrate Psi Phenomenon/20 Buck Spin)
- 2005 : Heavens Blaze Forth the Death of Princes (album, 20 Buck Spin)
- 2005 : Eternal Love (EP, Battlecruiser)
- 2006 : Bliss and Void Inseparable (album, 20 Buck Spin)
- 2006 : Eternal Hunger (EP, Battlecruiser)
- 2006 : Ashes (compilation, Celebrate Psi Phenomenon)
- 2007 : Dashed upon Stones (EP, Battlecruiser)
- 2007 : Eternal Love/Eternal Hunger (compilation, Riot Season)
- 2008 : Christ Send Light (split-EP avec Nadja, Battlecruiser/Sound Devastation Records)
- 2008 : The Endless Coming into Life (album, 20 Buck Spin)
- 2009 : Nadja/Black Boned Angel (split-EP avec Nadja, 20 Buck Spin)
- 2009 : Verdun (album, Riot Season)
- 2010 : The Witch Must Be Killed (album, Conspiracy Records)
- 2013 : The End (album, Handmade Birds)